# Śniegowe skrzaty
Śniegowe skrzaty (Snehuľkovia) – czesko-słowacki serial animowany z 1971 roku w reżyserii Josefa Pinkavy.

## Wersja polska
- Reżyseria: Zofia Dybowska-Aleksandrowicz
- Tekst: Krystyna Albrecht
- Dźwięk: Roman Błocki
- Montaż: Halina Ryszowiecka
- Kierownictwo produkcji: Mieczysława Kucharska

Źródło:

## Lista odcinków
1. Katulek („Katulík”)
2. Matulek („Matulík”)
3. Nadąbek („Nadubík”)
4. Płakulek („Plakulík”)
5. Łaputek („Laputík”)
6. Mrokutek („Mrakulík”)
7. Gratulek („Hratulík”)
8. Frankulek („Frakulík”)
9. Pączulek („Baculík”)
10. Drapulek („Drapulík”)
11. Strachulik („Strachulík”)
12. Sankulek („Sankulík”)
13. Złotulek („Zlatulík”)